# Burundi en los Juegos Paralímpicos de Londres 2012
Burundi estuvo representado en los Juegos Paralímpicos de Londres 2012 por un deportista masculino. El equipo paralímpico burundés no obtuvo ninguna medalla en estos Juegos.